# Neelankarai
Neelankarai é uma vila no distrito de Kancheepuram, no estado indiano de Tamil Nadu.

## Demografia
Segundo o censo de 2001,  Neelankarai  tinha uma população de 15,688 habitantes. Os indivíduos do sexo masculino constituem 52% da população e os do sexo feminino 48%. Neelankarai tem uma taxa de literacia de 70%, superior à média nacional de 59.5%: a literacia no sexo masculino é de 77% e no sexo feminino é de 63%. Em Neelankarai, 11% da população está abaixo dos 6 anos de idade.